# داماركوس بيزلي
داماركوس بيزلي (DaMarcus Beasley) (من مواليد 24 مايو 1982) هو لاعب كرة قدم أمريكي سابق. كلاعب بالقدم اليسرى، لعب بيزلي كجناح أيسر وظهير أيسر طوال مسيرته، وتقاعد بعد موسم 2019.
بعد تألقه في بطولة العالم تحت 17 سنة 1999، برز بيزلي كنجم مع شيكاغو فاير قبل أن ينتقل إلى نادي بي إس في آيندهوفن الهولندي في 2004. لعب لاحقًا في الدوري الإنجليزي الممتاز مع مانشستر سيتي، وفي الدوري الاسكتلندي الممتاز لفريق رينجرز وفي الدوري الألماني لهانوفر 96. أنهى مسيرته مع بويبلا وهيوستن دينامو.
بيزلي هو اللاعب الأمريكي الوحيد الذي شارك في أربع بطولات لكأس العالم، وهي الأولى له في 2002 وآخرها في 2014، حيث خاض 126 مباراة دولية خلال مسيرته الدولية التي استمرت 16 عامًا.

## المسيرة

### النشأة والبدايات
ولد بيزلي في فورت واين بولاية إنديانا، وانضم إلى أكاديمية آي إم جي، برنامج إقامة اتحاد كرة القدم في الولايات المتحدة في برادنتون، فلوريدا . قبل الانتقال إلى فلوريدا، لعب بيزلي في مدرسة ساوث سايد الثانوية لمدة عامين. لعب بيزلي دور البطولة في كأس العالم تحت 17 سنة 1999 في نيوزيلندا، وفاز بالكرة الفضيّة كثاني أفضل لاعب في البطولة، خلفَ زميله في الفريق لاندون دونوفان.

### شيكاغو فاير
وقع بيزلي مع MLS في 16 مارس 1999، وتم تخصيصه لـ لوس أنجلوس غلاكسي. ومع ذلك، قبل الظهور مع لوس أنجلوس، تم تداوله في فبراير 2000 إلى شيكاغو فاير مقابل اختيارات الجولة الأولى في 2000 MLS SuperDraft و 2001 MLS SuperDraft. سوف يتفوق مع شيكاغو، حيث سجل 14 هدفًا وسجل 20 تمريرة حاسمة على مدار 4.5 مواسم بينما تم اختياره في الدوري أفضل XI في عام 2003. كان على وشك التوقيع على نادي ساوثهامبتون في عام 2004، لكن الدوري الأمريكي لكرة القدم رفض العرض كثيرًا مما أثار استياء بيزلي.
انتهت إقامته مع فايرفي 19 يوليو 2004 عندما وافق النادي الهولندي بي إس آيندهوفن على رسوم نقل مع الدوري الأمريكي بقيمة 2.5 مليون دولار. وقع عقدًا مدته أربع سنوات.

### آيندهوفن
جلب مدرب بي إس في جوس هيدينك بيسلي خلفًا لآريين روبن (الذي ذهب إلى تشيلسي)، وبسبب ذلك، حصل بيسلي على القميص رقم 11. في موسمه الأول في الدوري الهولندي، لعب بيسلي 29 مباراة وسجل 6 أهداف في 34 مباراة محلية في الموسم الهولندي وساعد أيندهوفن على الفوز بلقب الدوري الثامن عشر. في 28 مايو 2005، تقدم إيندهوفن إلى نهائي كأس هولندا 2004-05 بفوزه على فينورد بركلات الترجيح بعد أن تعادل هدف بيسلي في الدقيقة الأخيرة من المباراة.
بالإضافة إلى التأثير على المستوى المحلي، أصبح بيزلي أول أمريكي يلعب في نصف نهائي دوري أبطال أوروبا ضد ميلان. في مباراة الذهاب، خسر ايندهوفن 2-0 على ملعب سان سيرو، بينما في مباراة الإياب، فاز إيندهوفن 3-1 في ملعب فيليبس، على الرغم من إقصائهم بناءً على قاعدة الأهداف خارج الأرض. على الرغم من الخسارة، كان بيسلي لاعباً مهماً، حيث قاد فريقه برصيد 4 أهداف في 12 مباراة في دوري أبطال أوروبا.
تم تغريمه بمبلغ 1500 يورو (1852 دولارًا) لقيادته تحت تأثير الكحول نتيجة حادثة وقعت في 16 يناير 2006. تم تعليق امتيازات القيادة الهولندية الخاصة به للأشهر الثلاثة التالية، تليها فترة اختبار لمدة ثلاثة أشهر.

### مانشستر سيتي
بعد موسم فردي مخيب للآمال لبيزلي فاز فيه ايندهوفن بالبطولة التاسعة عشرة، في 31 أغسطس 2006، انضم إلى فريق مانشستر سيتي في الإنجليزي الممتاز على سبيل الإعارة لمدة موسم لتحقيق طموحه في اللعب في إنجلترا. ومع ذلك، كانت الأسابيع القليلة الأولى له مع سيتي مضطربة بسبب الإصابة، مما حد من قدرته على اللعب. في 30 ديسمبر، سجل بيسلي هدفه الأول للسيتي، الفائز بالمباراة في الدقيقة 83 ضد وست هام يونايتد. واصل تسجيله ثلاث مرات أكثر قبل العودة إلى ايندهوفن بعد أن شارك في 22 مباراة في المجموع.

### رينجرز
وقع نادي رينجرز الذي يتنافس في الدوري الاسكتلندي الممتاز مع بيزلي مقابل 700 ألف جنيه إسترليني في يونيو 2007. أصبح ثاني أمريكي يلعب لفريق رينجرز الأول بعد كلاوديو رينا. في 4 أغسطس 2007، ظهر بيسلي مع رينجرز لأول مرة، حيث لعب 90 دقيقة كاملة في الفوز 3-0 ضد إينفيرنيس كالدونيان ثيسل. سجل بيسلي هدفه الأول للنادي ضد زيتا غلوبوفاك في تصفيات دوري أبطال أوروبا في 7 أغسطس 2007، ليصبح أول أمريكي يسجل لفريقين في المسابقة. خلال المباراة، تعرض بيسلي لاستهزاء عنصري من قبل مشجعي زيتا، إلى جانب زميله الأسود في الفريق، جان كلود داركفيل. وحثّ الاتحاد الأوروبي لكرة القدم والفيفا على فعل شيء حيال الهتافات، مما أدى إلى إجراء تحقيق يهدف إلى قمع الجماهير في مباريات كرة القدم. سجل بيسلي هدفه الأول في الدوري الاسكتلندي الممتاز في فوز رينجرز 2-1 على كيلمارنوك في 25 أغسطس 2007.

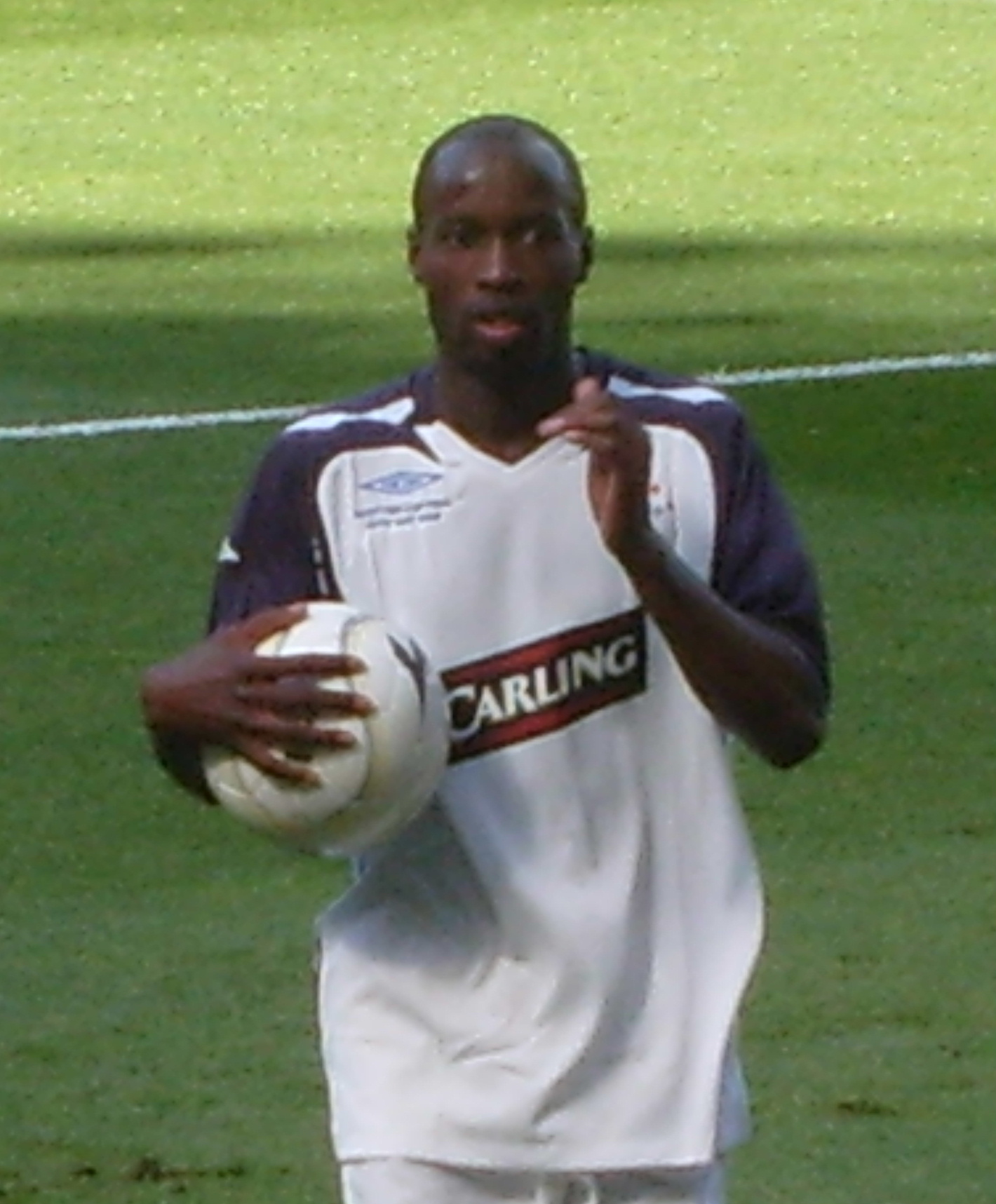
لعب بيسلي دورًا رئيسيًا في فوز رينجرز في نهائي كأس اسكتلندا على ملكة الجنوب

في 2 أكتوبر 2007، كان بيسلي مؤثرًا في فوز رينجرز 3-0 على ليون في مرحلة المجموعات بدوري أبطال أوروبا. شارك في جميع أهداف رينجرز الثلاثة في فوز الفريق الاسكتلندي. كان لي مكولوتش في الزاوية المتعرّجة له برأسه ليمنح رينجرز 1-0. تمريرة بيسلي الواسعة إلى آلان هاتون سمحت له بالخروج بحرية ووضع دانيال كوزين للثانية. أخيرًا، أخذ بيسلي تمريرة جوية بطول 50 مترًا من Cousin أثناء الركض والتحكم والانتهاء. تم اختيار بيسلي رجل المباراة.
خلال مباراة في دوري أبطال أوروبا ضد شتوتغارت، أصيب بيسلي في تصادم مع الحارس رافائيل شيفر . تركه هذا غير قادر على إكمال المباراة وتم استبداله. كان المدى الحقيقي للإصابة يعني أنه كان من المتوقع أن يغيب عن بقية موسم الدوري الاسكتلندي الممتاز. ومع ذلك، تم اختيار بيزلي في تشكيلة رينجرز للمباراة ضد دندي يونايتد في 10 مايو عاد في 19 مايو ضد سانت ميرين. جاءت بدايته الأولى لرينجرز بعد إصابته في نهائي كأس اسكتلندا ضد كوين أوف ساوث. أحرز هدفا وتمريرة حاسمة في الفوز 3-2.
في 23 أغسطس 2008، في مباراة الدوري الاسكتلندي الممتاز ضد أبردين في ملعب بيتودري، بدا أن بيزلي سجل هدفه الأول في الموسم، على الرغم من أن الهدف تم استبعاده خطأ بداعي التسلل. ساعد بيزلي رينجرز في الفوز بلقب SPL لعام 2008-09، وحصل على ميدالية البطولة بعد ظهوره في عشر مباريات بالدوري خلال الموسم.

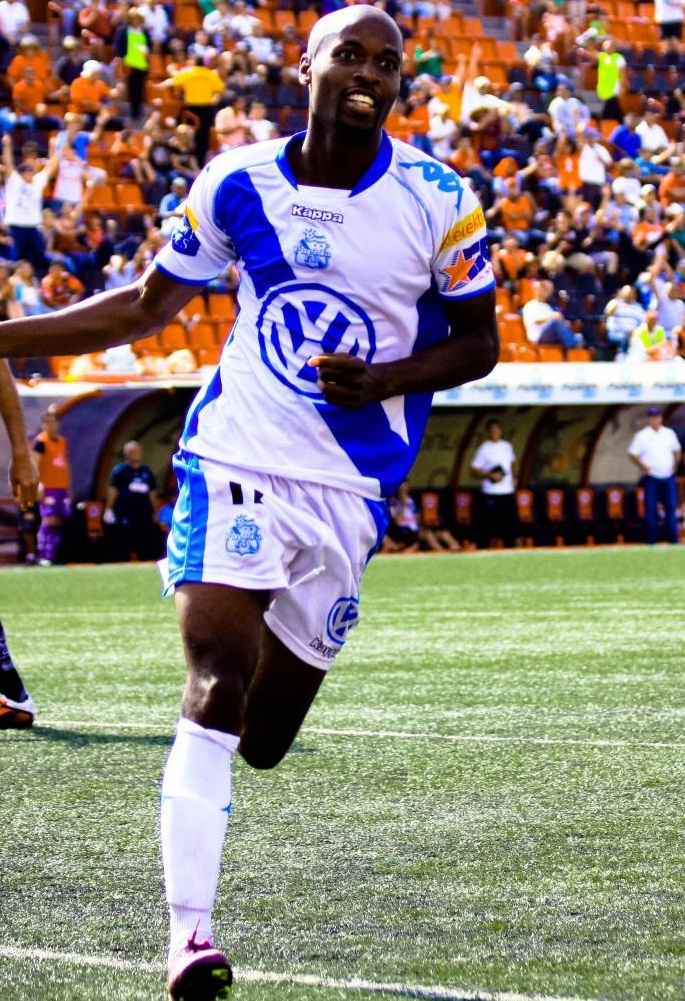
يلعب بيسلي مع بويبلا في عام 2011

خلال موسم 2009-10، شهد بيزلي القليل من وقت اللعب مع رينجرز. صرح في ديسمبر 2009 أنه سيسعى للابتعاد عن النادي خلال فترة الانتقالات المقبلة في يناير من أجل تأمين مكان في تشكيلة الولايات المتحدة لكأس العالم 2010. بعد هذا الإعلان بفترة وجيزة، حصل بيزلي على سلسلة من المباريات في فريق رينجرز خلال شهر ديسمبر. قدم بعض العروض الرائعة، وسجل في المباريات ضد دندي يونايتد ومذرويل. بعد مباراة مذرويل، أعرب بيزلي عن رغبته في البقاء مع رينجرز ومساعدتهم في الاحتفاظ بلقب الدوري الاسكتلندي الممتاز. على الرغم من فوز رينجرز باللقب، لم يكن بيزلي مستحقًا لميدالية البطولة، حيث لعب في ثماني مباريات فقط، أي أقل من 25٪ المطلوبة.

### هانوفر 96
في 30 أغسطس 2010، وقع بيزلي عقدًا لمدة عامين مع نادي هانوفر 96 الألماني في الدوري الألماني. ظهر لأول مرة في 18 سبتمبر 2010، حيث دخل كبديل في الدقيقة 77 في خسارة 2-0 خارج أرضه أمام فولفسبورج.

### بويبلا
في 22 يونيو 2011، انضم بيزلي إلى فريق بويبلا المكسيكي من الدرجة الأولى . سجل بيزلي هدفه الأول لبويبلا في أول ظهور غير رسمي له ضد مونتيري في كوبا تيخوانا. في 23 يوليو، ظهر بيزلي لأول مرة مع لوس كاموتيروس في فوز 1-0 على أطلس في المباراة الافتتاحية لموسم الافتتاحيات 2011. سجل هدفه التنافسي الأول لبويبلا في 21 أغسطس في فوز 2-1 على بوماس أونام. ظهر لأول مرة في دينامو في 3 أغسطس 2014، بدءًا من مركز الظهير الأيسر ضد دي سي يونايتد في فوز 1-0. عانى بيزلي من إصابة في أوتار الركبة في 12 أكتوبر أنهت موسم 2014. ظهر في 10 مباريات مع دينامو في عامه الأول مع هيوستن.
في عام 2015، تم اختيار بيزلي للعبته الرابعة في MLS All Star وحصل على لقب مدافع فريق دينامو لهذا العام. سجل هدفه الأول مع دينامو في 8 أغسطس 2015 في مباراة 2-1 ضد سان خوسيه إيرثكويكس.
شهد عام 2016 فقدان بيزلي أكثر من شهر بسبب جراحة في الركبة. بعد الموسم أعاد بيزلي التوقيع مع دينامو، لكنه أخذ خفضًا في راتبه ولم يعد يُحسب كلاعب معيّن.

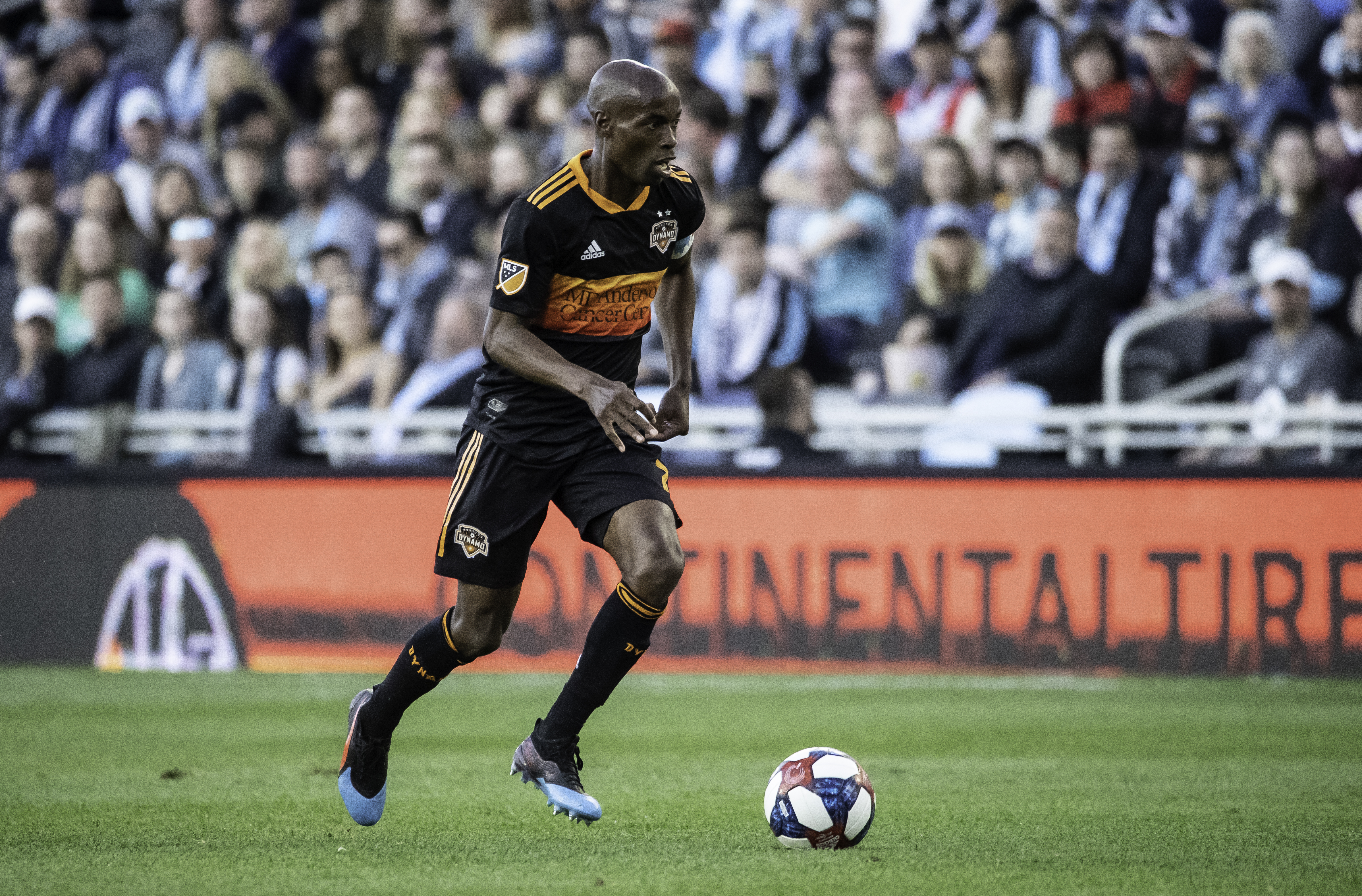
بيسلي يلعب لهيوستن في 2019

لم يفوت بيسلي وقتًا مهمًا بسبب الإصابة في عام 2017 وكان له موسمًا قويًا، حيث تم اختياره في MLS All Star وساعد في قيادة دينامو في تصفيات الدوري الأمريكي لأول مرة في 3 مواسم. حصل على جائزة MLS Fair Play الفردية، والتي تُمنح للاعب الذي يرتكب أقل عدد من الأخطاء ويظهر روحًا رياضية جيدة.
في عام 2018، غاب بيسلي ودينامو عن التصفيات، لكنهما فازا بكأس الولايات المتحدة المفتوحة، والتي تأهلتهما لدوري أبطال الكونكاكاف 2019. وهي المرة الأولى التي تأهل فيها دينامو للمنافسة منذ 2013. في 30 ديسمبر 2018، وقع بيزلي عقدًا جديدًا لإعادته لموسم 2019.
في 19 فبراير، افتتح بيسلي ودينامو موسم 2019 بمباراة في دوري أبطال أوروبا ضد Guastatoya . وسجل بيسلي الهدف الوحيد في المباراة حيث سدد كرة قدم ضعيفة من خارج منطقة الجزاء ليمنح دينامو الفوز. في 12 مارس، خرج بيزلي مصابًا في مباراة CCL ضد تيغريس أونال. خضع لعملية جراحية في ركبته في 20 مارس وخرج لمدة شهرين تقريبًا. عاد بيسلي من الإصابة وقام بأول ظهور له في الدوري الأمريكي للموسم يوم 15 مايو في خسارة 1-0 أمام بورتلاند تيمبرز. في 20 مايو، أعلن بيزلي أنه سيتقاعد بعد موسم 2019. شارك بيزلي في 18 مباراة في جميع المسابقات في عام 2019، وكان آخر ظهور له في 6 أكتوبر عندما هزم دينامو لوس أنجلوس غالاكسي 4-2 في المباراة الأخيرة من الموسم ومهنة بيزلي. تم استبدال بيسلي في الدقيقة 89 بحفاوة بالغة من الجماهير. بعد المباراة، أظهر دينامو إشادة على لوحة الفيديو وخاطب بيسلي الجمهور قائلاً "لن أفكر في نادٍ آخر لإنهاء مسيرتي. هيوستن هي بيتي. لن أقول وداعًا."

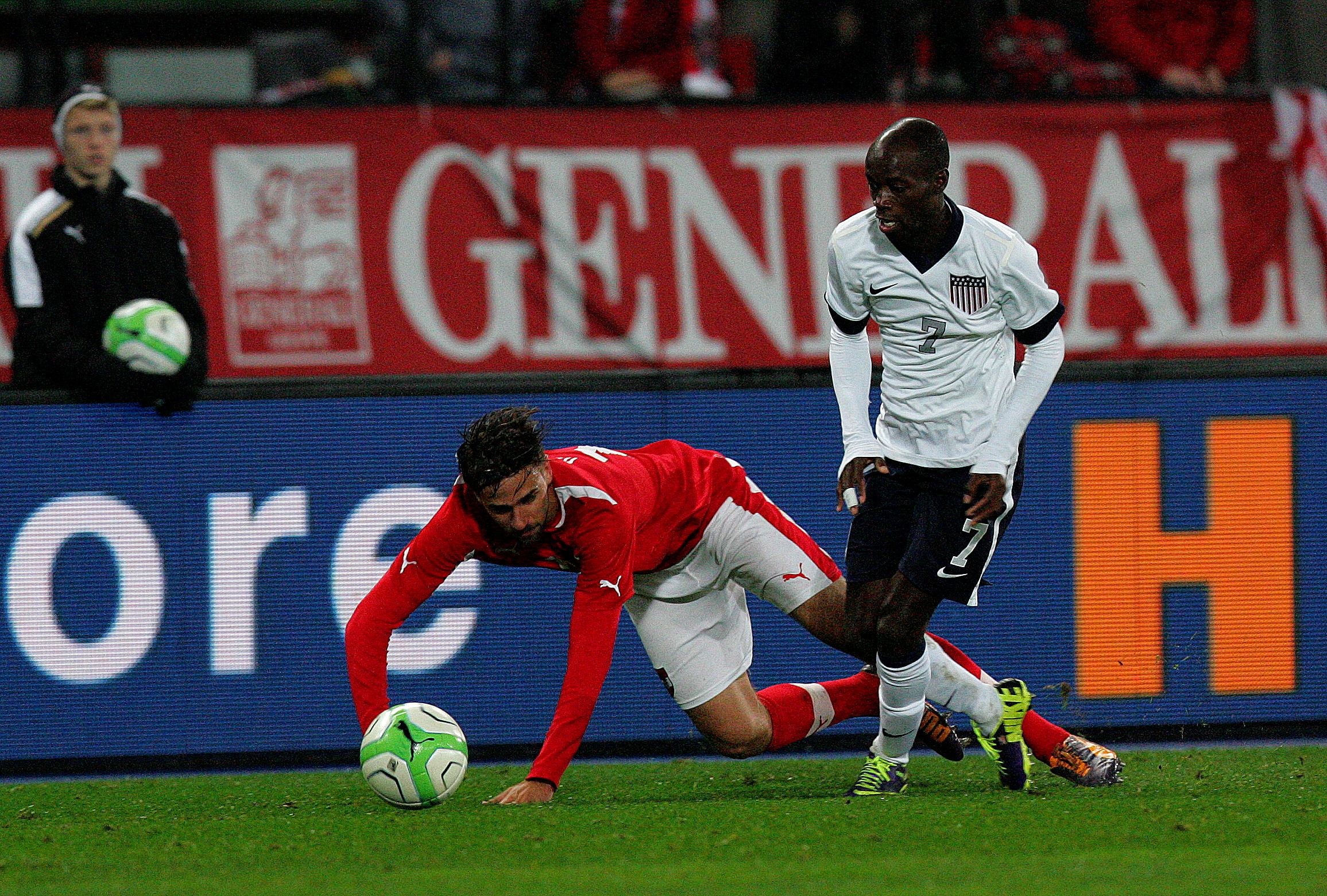
خاض بيسلي 125 مباراة دولية مع المنتخب الأمريكي وهو اللاعب الوحيد الذي مثله في أربع بطولات لكأس العالم

عندما عانى بيسلي من الإصابات ولعب وقتًا مع رينجرز ، شهد تراجع أداء فريقه الوطني بشكل كبير. خلال المباراة الثانية من كأس القارات 2009 ضد البرازيل، خسر بيسلي الكرة من ركلة ركنية قصيرة ، مما أدى إلى هجمة مرتدة للبرازيل أسفرت عن هدف. تم استبداله بعد فترة وجيزة ولم يظهر لبقية البطولة.
تم اختيار بيسلي من قبل المدرب الأمريكي بوب برادلي في قائمة الأمة المكونة من 23 لاعبا لكأس العالم 2010 ، لكنه ظهر كبديل واحد فقط في مباراة دور المجموعات ضد الجزائر. بعد ظهوره في أربع مباريات بديلة في العامين ونصف العام التاليين، تم استدعاء بيزلي للمشاركة في تصفيات كأس العالم 2014 في مارس 2013. بدأ في مركز الظهير الأيسر وحصل على تقييمات قوية في انتصاراته على كوستاريكا وجامايكا وبنما والتعادل ضد المكسيك. في يوليو 2013 ، عين مدير المنتخب الوطني للولايات المتحدة يورغن كلينسمان كابتن بيزلي لكأس الكونكاكاف الذهبية 2013، حيث بدأ في مركز الظهير الأيسر لخمس من المباريات الست التي خاضتها الولايات المتحدة. فازت الولايات المتحدة بالبطولة.
مع إدراجه في تشكيلة الولايات المتحدة لكأس العالم 2014، انضم بيزلي إلى كلاوديو رينا وكيسي كيلر كلاعبين أميركيين الوحيدين الذين انضموا إلى أربعة فرق لكأس العالم. من خلال الظهور ضد غانا في مباراة الفريق الافتتاحية للبطولة ، أصبح أول لاعب يلعب في أربع بطولات لكأس العالم للولايات المتحدة. لعب جميع المباريات الأربع للولايات المتحدة، بما في ذلك مباراة ضد بلجيكا في دور الـ16.
أعلن بيزلي اعتزاله المنتخب الوطني في 15 ديسمبر 2014. ومع ذلك، عاد إلى المنتخب الوطني للكأس الذهبية 2015 بناءً على طلب مدرب الولايات المتحدة يورغن كلينسمان. لقد ظهر مرة واحدة فقط في المسابقة ، ولعب فقط في مباراة تحديد المركز الثالث ضد بنما. دخل المباراة في الوقت الإضافي وأضاع ركلة الجزاء الأخيرة. مع بدايته في مركز الظهير الأيسر تصفيات كأس العالم في يونيو 2017 في المكسيك ، أصبح بيزلي أول أمريكي يلعب في خمس دورات تأهيلية لكأس العالم.

## روابط خارجية
- داماركوس بيزلي على موقع الاتحاد الدولي (مؤرشف)  (الإنجليزية)
- داماركوس بيزلي على موقع الاتحاد الأوربي (الإنجليزية)
- داماركوس بيزلي على موقع الدوري الأمريكي (الإنجليزية)
- داماركوس بيزلي على موقع قاعدة بيانات كرة القدم.إي يو (الإنجليزية)
- داماركوس بيزلي على موقع بيانات كرة القدم. دي إي (الألمانية)
- داماركوس بيزلي على موقع ليكيب (الفرنسية)
- داماركوس بيزلي على موقع ناشيونال فوتبول تيمز (الإنجليزية)
- داماركوس بيزلي على موقع Soccerbase.com (لاعب) (الإنجليزية)
- داماركوس بيزلي على موقع Soccerway.com (الإنجليزية)
- داماركوس بيزلي على موقع عالم كرة القدم.نت (الإنجليزية)